# Ял пурнӑҫӗ
«Ял пурнӑҫӗ» («Сельская жизнь») — общественно-политическая газета Красноармейского района Чувашской Республики. Выходит один раз в неделю по четвергам на чувашском языке тиражом 1,3 тыс. экземпляров. Способы распространения — розница, подписка.
На страницах газеты печатаются актуальные публикации по социально-экономическим проблемам Красноармейского района Чувашской Республики; официальная хроника; оперативная ежедневная информация; регулярные спецполосы по разным вопросам. Большое внимание уделяется вопросам социальной защиты населения, медицины, образования, экологии, правосудия, садоводства, потребительского рынка, малого бизнеса и предпринимательства, культуры и духовности.
Учредители газеты — Министерство информационной политики и массовых коммуникаций Чувашской Республики и автономное учреждение Чувашской Республики «Издательский дом "Хыпар"

## История
Первый номер газеты вышел 6 марта 1935 года под названием «Колхозник». Он был напечатан в Цивильской типографии тиражом 1,2 тыс. экземпляров. С 25 июня 1938 года газета стала выходить в с. Красноармейское под названием «Коммунизм ҫулӗпе» («По пути коммунизма»), с 1 мая 1966 года — «Ял пурнӑҫӗ» («Сельская жизнь»).

## Главные редакторы в разные годы
- Иванов А. (1935 г.)
- Семенов Н. М.(1935 г.)
- Романов К. (1936 г.)
- Моронцов П. (1936 г.)
- Трофимов В. (1937 г.)
- Ефимов П. (1938 г.)
- Хатаевский И. Т. (1939—1940; 1941—1950 гг.)
- Майоров И. П. (1941 г.)
- Орлов Н. (1950—1952 г.)
- Семенов Л. (1952—1955 гг.)
- Маркова А. В. (1955—1962 гг.)
- Иванов Н. В. (1966—1969 гг.)
- Николаев Л. Н. (1969—1990 гг.)
- Прокопьев И. А. (1990—2014 гг.)
- Козлова Н. В. (с 2014 г.)
- Евграфова М. В. (с 2017 г.)
- Правдина А. Г. (с 2020 г.)
- Багадерова В.Н. (с2021 г.)

## Постоянные рубрики
- Ҫын тата саккун (Человек и закон)
- Вырӑнти хӑй тытӑмлӑх (Местное самоуправление)
- Ҫын ӗҫпе илемлӗ (Человек и его дело)
- Кун хыҫҫӑн кун (День за днём)
- Публицист шухӑшӗ (Мнение публициста)
- Ҫамрӑклӑх (Молодость)

## Ведущие журналисты
- Борисов Ю. З. — редактор по выпуску
- Романова М.С. - корреспондент